# Carex abrupta
Espèce
Classification phylogénétique
Carex abrupta est une espèce de plantes du genre Carex et de la famille des Cyperaceae.